# San Juan del Río

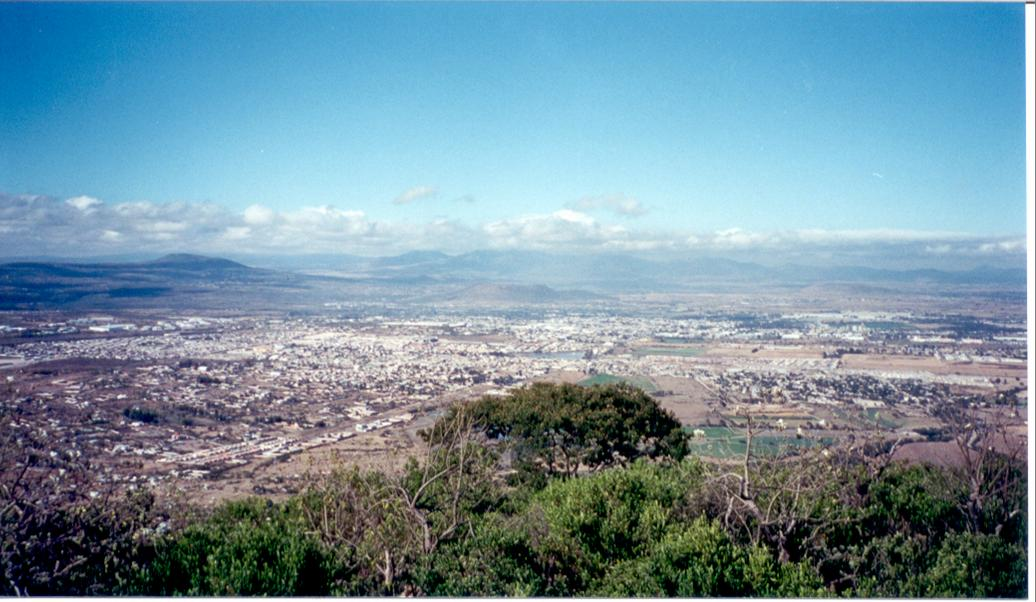
Vy över staden

San Juan del Río är en stad i centrala Mexiko och är den näst största staden i delstaten Querétaro Arteaga. Staden har 125 712 invånare (2007), med totalt 217 036 invånare (2007) i hela kommunen på en yta av 800 km². San Juan del Río grundades 24 juni 1531.   Den ligger i kommunen San Juan del Río och delstaten Querétaro Arteaga, i den sydöstra delen av landet, 140 km nordväst om huvudstaden Mexico City. San Juan del Río ligger 1 923 meter över havet och antalet invånare är 118 173.
Terrängen runt San Juan del Río är platt norrut, men söderut är den kuperad. Runt San Juan del Río är det ganska tätbefolkat, med 230 invånare per kvadratkilometer. San Juan del Río är det största samhället i trakten. Trakten runt San Juan del Río består i huvudsak av gräsmarker.